# Xã Holsclaw, Quận Tripp, South Dakota
Xã Holsclaw (tiếng Anh: Holsclaw Township) là một xã thuộc quận Tripp, tiểu bang Nam Dakota, Hoa Kỳ. Năm 2010, dân số của xã này là 17 người.